# August Neithardt von Gneisenau
August Wilhelm Anton grof Neithardt von Gneisenau, pruski maršal, * 27. oktober 1760, Shildau, † 24. avgust 1831, Poznanj, Prusija.
Med 1782 in 1783 je služil kot najemnik v britanski vojski v današnjih ZDA. V prusko vojsko je vstopil 1786 in sodeloval v Napoleonovih vojnah.
Znano je njegovo delo Pisma.